# Bernardo Montet
Pour les articles homonymes, voir Montet.
Bernardo Montet, né à Marseille le 3 avril 1957, est un danseur et chorégraphe français de danse contemporaine.

## Biographie

### Famille et formation
Enfant d'un père guyanais et d'une mère vietnamienne, se définissant comme « un pur produit de la colonisation », Bernardo Montet a passé son enfance et adolescence au Tchad et au Sénégal avant de venir faire ses études de psychomotricité à Bordeaux où il s'initie à la danse classique. Auprès de Sylvie Tarraube-Martigny, Jean Masse et Jacques Garros, il découvre alors la danse moderne et contemporaine. Cette rencontre déterminante l’amène à Bruxelles où il suit la formation de l'école Mudra de Maurice Béjart.

### Carrière chorégraphique
À partir de 1979, Bernardo Montet poursuit son parcours auprès de Catherine Diverrès, collabore avec François Verret et danse dans Voyage organisé de Dominique Bagouet. Avec Catherine Diverrès, il va fonder une compagnie, Le Studio DM (pour Diverrès/Montet), puis, en 1982, ils partent ensemble au Japon, pour travailler avec un maitre du Butō, Kazuo Ohno, inspirant l'un de leurs premiers spectacles, Instances. Leur collaboration fructueuse aboutira à la création de nombreux spectacles en commun de 1983 à 1998. Avec Téo Hernandez, il écrit son solo fondateur Pain de singe en 1987 et de sa rencontre avec Pierre Guyotat résulte Issê Timossé présenté au Festival Montpellier Danse.
Avec Catherine Diverrès, il codirige le Centre chorégraphique national de Rennes et de Bretagne de 1994 à 1998. Il crée ensuite la Compagnie Mawguerite et devient artiste associé au Le Quartz de Brest, dirigé alors par Jacques Blanc. De 2003 à 2011, Bernardo Montet est à la direction du Centre chorégraphique national de Tours, succédant à Daniel Larrieu.
En 2012, il reprend la direction artistique de la Compagnie Mawguerite qu'il implante à Morlaix et devient artiste associé au projet SE/cW – plateforme d’arts et de recherches associant le cinéma La Salamandre, la compagnie de théâtre l’Entresort et l’association de musiques électroniques Wart. En 2014 et 2015, il est artiste associé au Théâtre Louis-Aragon à Tremblay-en-France. 

## Chorégraphies sélectives
- 1983 : Instance
- 1986 : La Chute de la maison de carton en collaboration avec François Verret.
- 1987 : Pain de singe avec le cinéaste Téo Hernandez
- 1993 : Au crépuscule ni pluie, ni vent
- 1995 : Opuscules
- 1997 : Isse Tomossé avec Pierre Guyotat
- 1998 : Ma lov'
- 2000 : Dissection d'un homme armé avec le plasticien Gilles Touyard
- 2001 : Bérénice d'après Racine.
- 2002 : O.More
- 2004 : Parcours 2C (Vobiscum)
- 2006 : Les batraciens s'en vont
- 2007 : Batracien, l'après-midi
- 2008 : Apertae
- 2009 : Switch Me Off
- 2010 : God Needs Sacrifice
- 2010 : ISAO
- 2011 : Des hommes
- 2012 : (des)incarnat(s)
- 2013 : Aire de jeux
- 2014 : Lux Tenebrae
- 2016 : O.More (re-création)
- 2016 : Soleil du nom
- 2017 : Carne
- 2019 : Mon âme pour un baiser